# Пьяцца Тассо
Пья́цца Торква́то Та́ссо (итал. Piazza Torquato Tasso) — площадь во Флоренции, в районе Ольтрарно. Площадь носит имя поэта Торквато Тассо.

## История и описание
В средние века этот район города близ крепостной стены назывался Камальдоли, так, как здесь находился монастырь камальдолийцев с церковью Святейшего Спасителя. Здесь же находились дом и мастерская художника Биччи ди Лоренцо.
Вокруг монастыря располагались скромные строения. В XIX веке близ разобранной крепостной стены был разбит сад Торриджани. На месте прежней стены возникла площадь, получившая название Гушана. В следующий раз территория была расширена спустя несколько лет, когда Джузеппе Поджи снёс ряд домов между улицами Леоне, Кампуччо и Камальдоли.
Работы по расширению площади продолжались и после периода перепланировки Флоренции. В 1914 году с началом Первой мировой войны пришлось прервать строительство, оставив полуразрушенные дома. В это же время ей было присвоено имя итальянского поэта Торквато Тассо.
На углу площади и проспекта Франческо Петрарки находятся памятник и мемориальная доска о резне в этом месте, устроенной фашистами накануне освобождения Флоренции в июле 1944 года.